# نیل آموندسون
نیل آموندسون (انگلیسی: Neal Amundson؛ زاده ۱۰ ژانویهٔ ۱۹۱۶ درگذشته ۱۶ فوریهٔ ۲۰۱۱) یک دانشمند، مهندس شیمی و ریاضیات کاربردی اهل ایالات متحده آمریکا بود.